# Kirche des Letzten Testaments
Die Kirche des Letzten Testaments war eine neue religiöse Bewegung, die von Sergei Torop (Wissarion) 1994 zunächst unter dem Namen „Gemeinschaft des Einheitlichen Glaubens“ als religiöse Vereinigung gegründet wurde. Die religiöse Organisation war beim Justizministerium der Russischen Föderation unter dem Namen „Kirche des Letzten Testaments“ registriert.
Am 25. September 2020 reichte die Staatsanwaltschaft der Region Krasnojarsk beim Gericht der Region Krasnojarsk einen Antrag auf Liquidierung und Streichung der örtlichen religiösen Organisation „Kirche des Letzten Testaments“ in Kuragino aus dem einheitlichen staatlichen Register juristischer Personen ein. Am 24. Oktober 2022 wurde dem Antrag stattgegeben. Nach Ablehnung der Revision wurde die Liquidierung im Februar 2023 rechtskräftig.

## Geschichte
Die erste öffentliche Predigt über das sogenannte „Letzte Testament“ hielt Wissarion am 14. Mai 1991. Am 18. August 1991 verkündete er in Minussinsk die Gründung der „Einheitlichen Religion der Erde“. Von Ende 1992 bis Anfang 1993 begannen sich erste Anhänger in Minussinsk zu versammeln. Die erste religiöse Vereinigung der Anhänger Wissarions wurde am 24. Juni 1994 unter dem Namen „Gemeinschaft des Einheitlichen Glaubens“ mit Sitz in Minussinsk, Region Krasnojarsk, registriert (Urkunde Nr. 105).
In der zweiten Hälfte des Jahres 1994 wandte sich eine Initiativgruppe von Anhängern Wissarions, die zu einem ständigen Wohnsitz in der Region Krasnojarsk zogen, bestehend aus Ingenieuren, Lehrern, Landwirten, Künstlern, Spezialisten für traditionelle und nicht-traditionelle Medizin und Handwerkern an die kommunalen Behörden, um im Gebiet des Kreises Kuragino in der Region Krasnojarsk, in der Nähe des Sees Tiberkul eine experimentelle ökologische Siedlung zu gründen. Die Kreisverwaltung teilte dem unter Aufsicht Wissarions stehenden Unternehmen TABRAT für den Bau einer Siedlung 250 Hektar Land in der Gegend des Suchaja-Gebirges und des Tiberkul-Sees zu. Im Jahre 1995 gründeten Wissarion und seine Anhänger dort die „Ökosphäre Siedlung Tiberkul“.
Wissarion fand auch im Ausland Anhänger, unter anderem in Kasachstan, in Lettland, in Weißrussland, in der Ukraine, in Bulgarien, in Australien, in Deutschland und in den USA. Zu Zwecken der Koordinierung gründeten die örtlichen Kirchen des Letzten Testaments im Mai 1998 eine zentrale religiöse Organisation, die unter dem Namen „Kirche des Letzten Testaments“ im Jahr 2000 vom Justizministerium der Russischen Föderation erneut registriert wurde.
Rechtskräftige Liquidierung im Februar 2023.

## Siedlungsgebiet
Das Siedlungsgebiet der Kirche des Letzten Testaments befand sich in der Region Krasnojarsk, dort im Kreis Kuragino in der südsibirischen Taiga am Rande des Sajangebirges. Dort siedelten die Anhänger der Kirche in bereits existierenden Dörfern, u. a. in Petropawlowka (Петропавловка), Tscheremschanka (Черемшанка), Tjuchtjata (Тюхтят), Tajata (Таяты), Guljaewka (Гуляевка), Scharowsk (Жаровск) und Schurawljowa (Журавлёва). Über die Anzahl der Anhänger Wissarions in diesem Siedlungsgebiet gibt es unterschiedliche Angaben zwischen 3000 und 6000. Außerdem entstand eine neue Siedlung inmitten der Taiga (offiziell Teil der Ortschaft Scharowsk), im Volksmund „Stadt der Sonne“ genannt. Die offizielle Bezeichnung vonseiten der Kirche des Letzten Testaments ist „Wohnstätte der Morgendämmerung“ (Обитель Рассвета).